# Muscisaxicola maclovianus
Muscisaxicola maclovianus là một loài chim trong họ Tyrannidae.